# Stopera
El Stopera es un complejo de edificios situado en Waterlooplein, en la ciudad de Ámsterdam, (Países Bajos), que alberga el ayuntamiento de esta ciudad y la Ópera y Ballet Nacional, el principal teatro de ópera y danza de Ámsterdam, sede de la De Nederlandse Opera (La Ópera neerlandesa), el Het Nationale Ballet (Ballet Nacional de Holanda) y la orquesta Het Balletorkest. El nombre de "Stopera" se originó porque, en el momento de los planes de construcción, varios grupos de acción de la extrema izquierda protestaban en contra de la construcción del complejo: contiene la palabra "stop", de la frase holandesa "Stop de Opera".
El edificio fue diseñado por Cees Dam y Wilhelm Holzbauer. El Stopera fue un proyecto polémico que se desarrolló en medio de fuertes protestas, sobre todo de la contracultura local y los grupos de izquierda como el movimiento okupa y el movimiento Provo, que dio lugar a disturbios cuando se inició la construcción en 1982. El proyecto tuvo un costo final de 112 millones de florines más de lo presupuestado originalmente. La ópera se inauguró oficialmente el 23 de septiembre de 1986; el nuevo ayuntamiento abrió dos años más tarde.